# Agave palmeri
Agave palmeri är en sparrisväxtart som beskrevs av Georg George Engelmann. Agave palmeri ingår i släktet Agave och familjen sparrisväxter. Inga underarter finns listade i Catalogue of Life.

## Bildgalleri

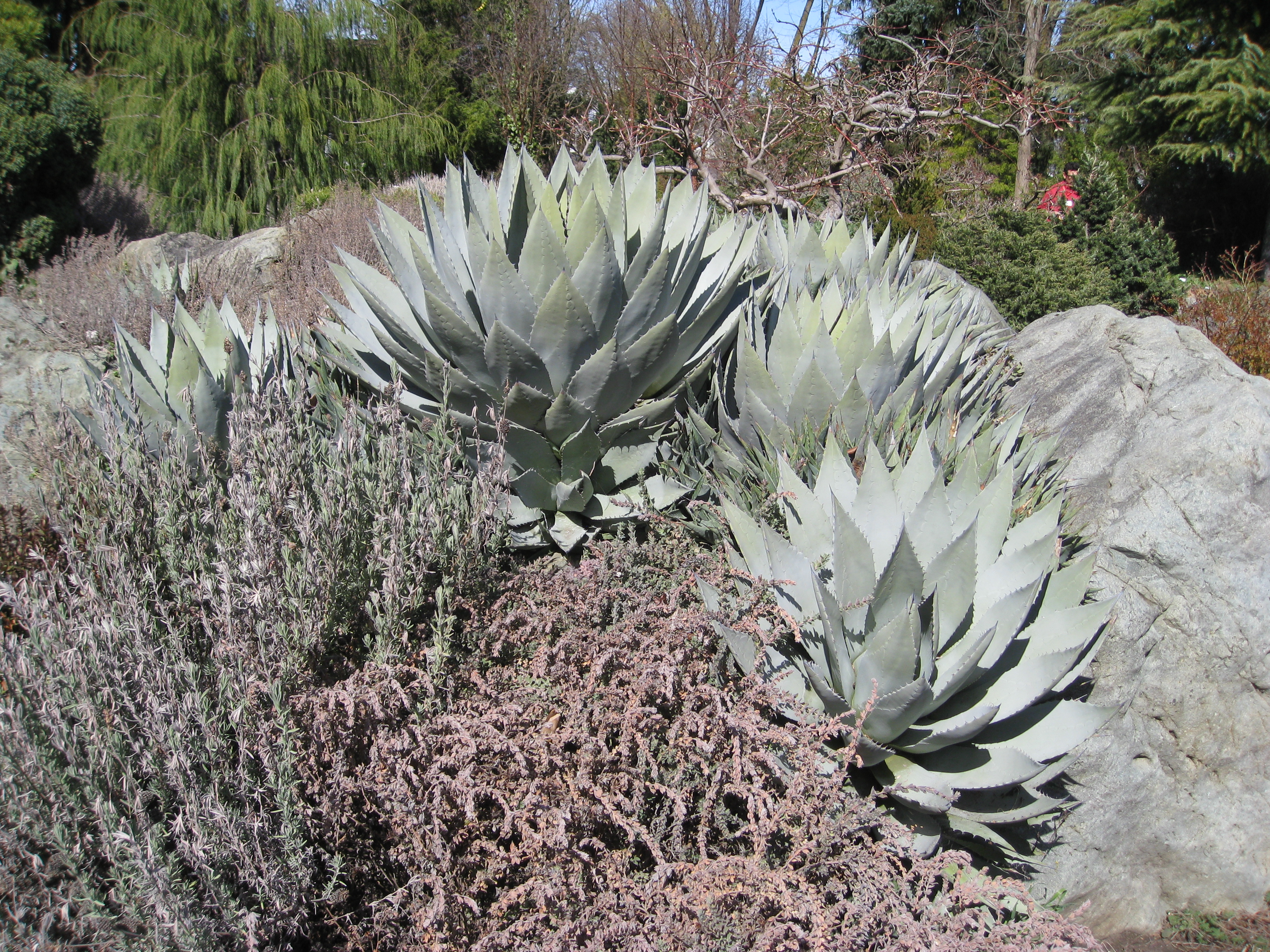
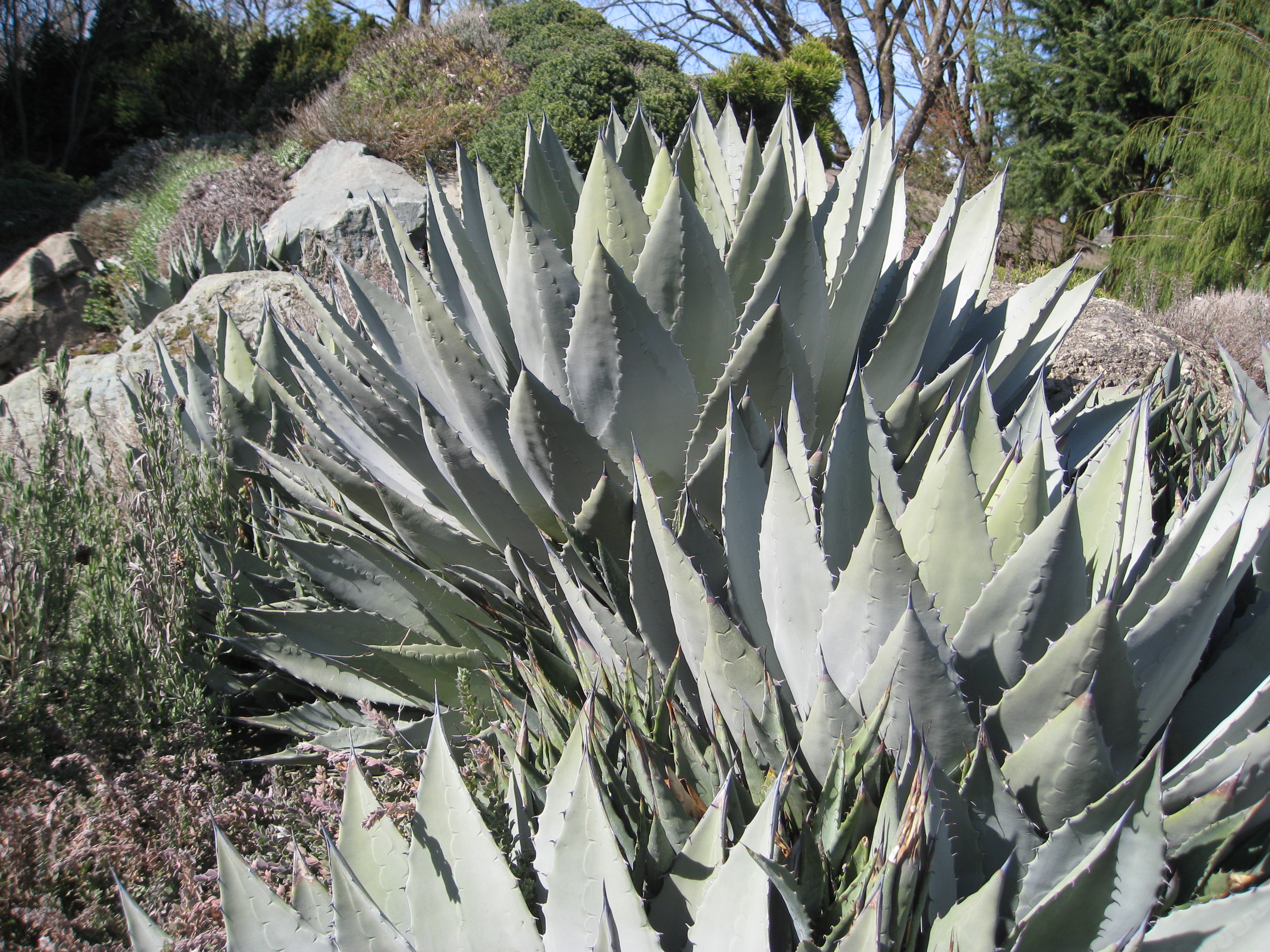
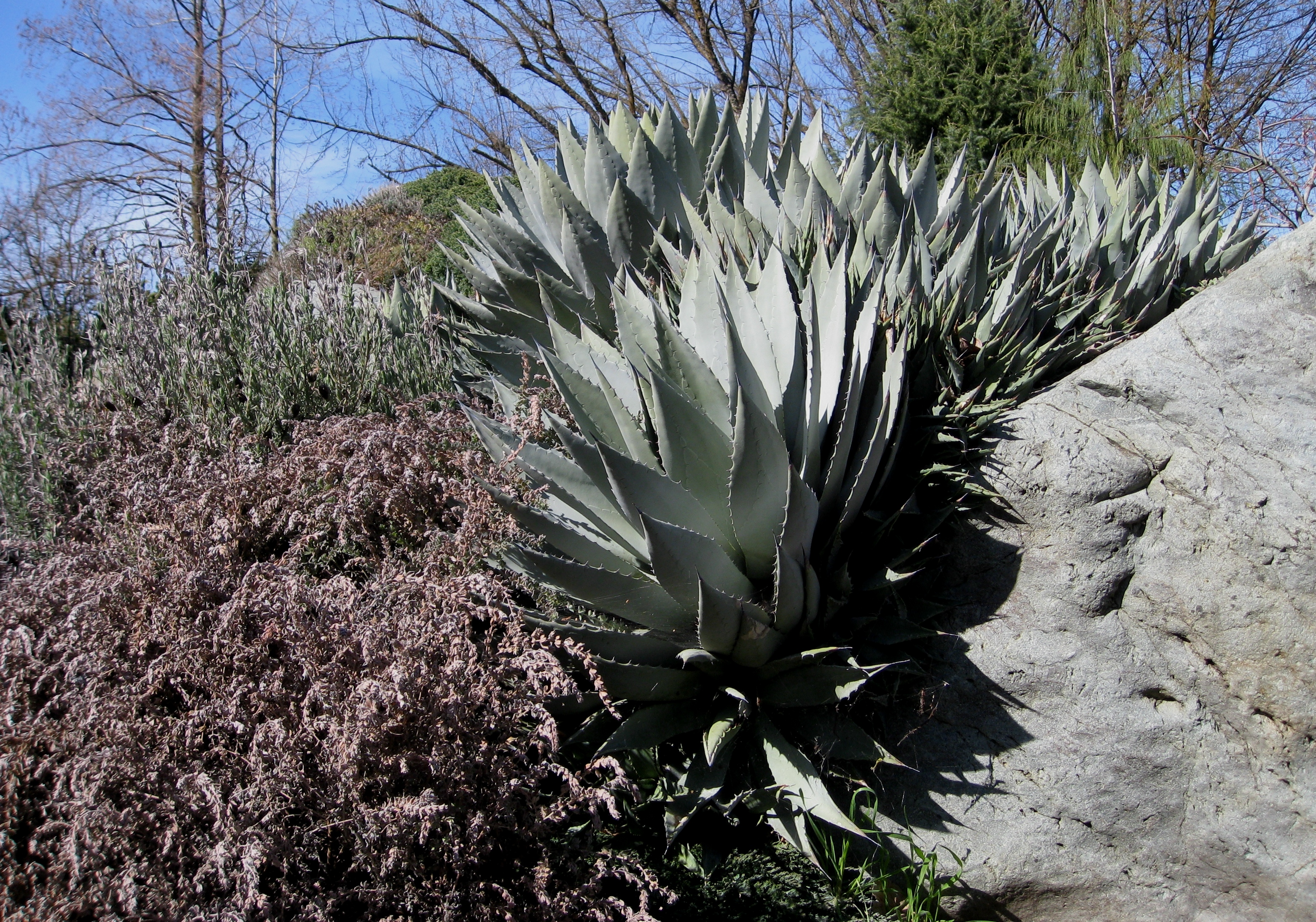
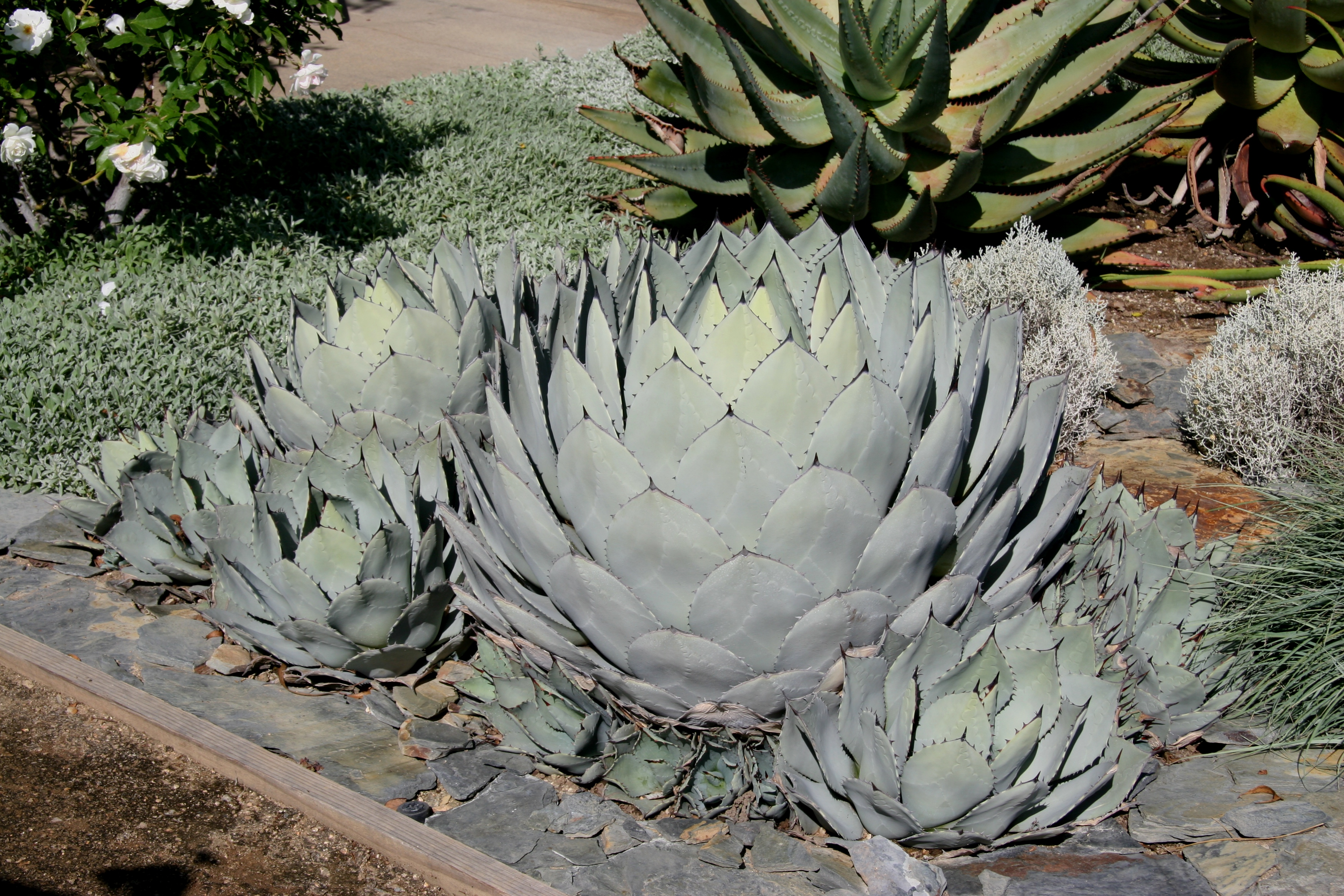